# Caso Astesiano
El caso Astesiano fue un proceso judicial ocurrido en Uruguay entre 2022 y 2023, relacionado con Alejandro Astesiano, entonces jefe de la custodia del presidente Luis Lacalle Pou y una red de falsificación de pasaportes que comenzó en 2013 durante el gobierno de José Mujica.
Por la causa fueron procesados e imputados Stefani Di Conza y Gustavo Pliegas, cónsules uruguayos en la Federación de Rusia por los períodos 2013-2018 y 2019-2022, respectivamente. Asimismo, se condenó al ciudadano ruso Alexey Slivaev por el delito de suposición de estado civil y falsificación.
El caso fue cerrado con el relevo de la cúpula de la Policía Nacional y con una multa, inhibición de cargos públicos, además de cuatro años y seis meses de prisión de prisión para Astesiano.

## Contexto

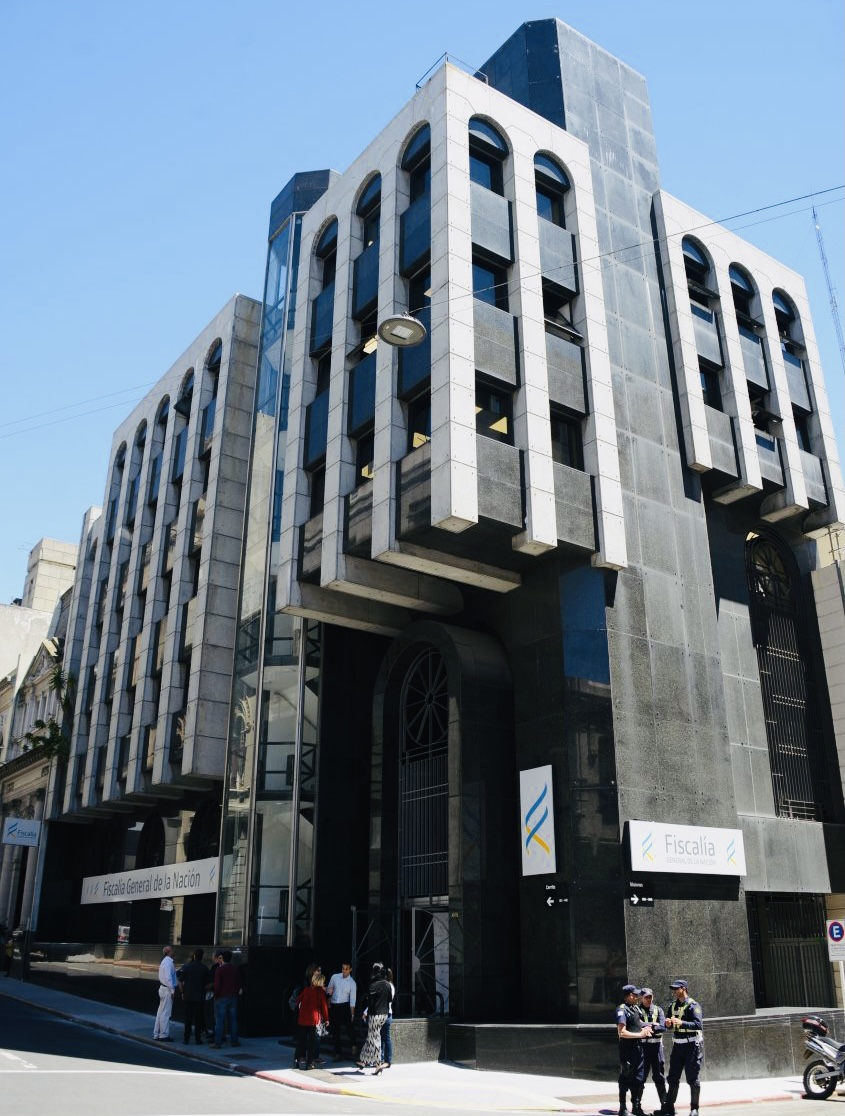
Fiscalía General de la Nación, Uruguay.

El 26 de septiembre de 2022 detuvieron por orden de Fiscalía a Alejandro Astesiano, jefe de la custodia del presidente Lacalle Pou, acusado por la falsificación de documentos para la expedición de pasaportes a ciudadanos rusos. Astesiano presentaba, previo a ocupar el cargo, más de veinte indagatorias por diversos delitos, entre ellos hurto, estafa y apropiación indebida. También contaba con un antecedente penal por estafa por el cual fue procesado con prisión.
Debido a su detención el presidente Lacalle Pou brindó esa misma tarde una conferencia de prensa en Torre Ejecutiva, en donde expresó estar «tan sorprendido» como la ciudadanía. Expresó también que en los últimos cinco días estaba en el exterior con sus hijos y acompañado por Astesiano, y que cuando regresó a Uruguay en el aeropuerto de Carrasco se le informó de lo que ocurría con el acusado.
Astesiano fue informado en el Aeropuerto de Carrasco que el director de Información e Inteligencia Policial Claudio Correa da Silva lo esperaba en la residencia presidencial de Suárez y Reyes; y una vez allí le comunicó que estaba requerido por su participación en una red criminal, siendo detenido en el despacho.

## Investigación judicial

Pasaporte uruguayo en 2020.

De la investigación se presumía que el jefe de custodia presidencial estaba involucrado en una red de falsificación de documentos para que ciudadanos rusos accedieran a documentación uruguaya.
La operativa de la red criminal comenzó a sospecharse cuando desde 2019 comenzó a haber un número inusual de solicitudes de ciudadanos rusos con partidas de nacimiento que decían tener padres uruguayos, lo que por la normativa los convertiría en ciudadanos naturales y podrían recibir pasaporte uruguayo. Así, la red criminal falsificaba estas partidas de nacimiento inventando parentescos con ciudadanos uruguayos, mediante datos de la Dirección Nacional de Identificación Civil (DNIC) al que tuvieron acceso mediante una computadora con entrada a la base de datos, para que rusos pudieran obtener aquel beneficio, servicio por el que cobraban $20.000 dólares, tramitando 10.000 pasaportes, según el escribano Álvaro Fernández.
El 27 de septiembre se supo a través de sus audios incautados que Astesiano realizaba su operativa ilegal en su oficina del cuarto piso de Torre Ejecutiva, en donde se reunía con el escribano Fernández y el ciudadano ruso Alexey Slivaev. Este mismo día, el presidente rescindió el contrato que mantenía con Astesiano desde el 12 de marzo de 2020.
Slivaev, que vivía en Montevideo, tenía un grupo de Facebook con unos 8.000 rusos, denominado: Todo sobre inmigración a Uruguay, de donde reclutaba a las personas que querían conseguir la documentación.
Astesiano, imputado por los delitos de asociación para delinquir, tráfico de influencias y suposición de estado civil, luego de que la fiscal pidiera la prisión preventiva por 30 días y el juez la concediera, pidió condiciones especiales de encarcelamiento, presuntamente para no estar junto con dos delincuentes en prisión preventiva por robarle una motocicleta a su hijo, hecho durante el cual Astesiano lo asistió y que terminó en un tiroteo.
El 28 de septiembre, debido al escándalo, Presidencia exigió el legajo de todos los funcionarios de seguridad presidencial.
En uno de los procesos en curso ante el Juzgado Letrado en lo Penal de 38° Turno, la Fiscalía pidió en audiencia del 23 de septiembre la formalización del ciudadano ruso R. K. que fue detenido el 21, junto con una joven rusa de 20 años que oficiaba de traductora, en la DNIC con una partida de nacimiento uruguaya con falsificaciones burdas por los delitos de suposición de documento público y uso de certificado falso. El juez procedió y dictó medidas cautelares de prohibición de salida del país, retención de documentación de viaje y fijar domicilio. Con la documentación falsa pretendía ampararse a la ley de ciudadanía de nietos uruguayos. La partida apócrifa a simple vista presentaba diferencias en la tinta y en el formato, además que el código QR no dirigía a ningún lado.
Luego de recuperados los contenidos del teléfono móvil de Astesiano, de la pericia surgieron conversaciones de Telegram entre él y el escribano Álvaro Fernández, de los que surgió que Astesiano ofrecía automóviles oficiales para ir a buscar a los ciudadanos rusos que buscaban obtener los pasaportes falsos. También recibía amenazas de «ser visitado» por las personas involucradas por las demoras en la gestión de la documentación apócrifa.
Los chats revelaron que Lacalle Pou sabía de los antecedentes penales de Astesiano.

### Espionaje
A fines de noviembre de 2022, de la investigación de las conversaciones de Whatsapp de Astesiano se divulgó la que mantenía este con algunos oficiales militares retirados, dueños o parte de una empresa de seguridad que opera desde Estados Unidos en la cual le solicitaron el armado de fichas con información personal de seguimiento de los legisladores frenteamplistas Mario Bergara y Charles Carrera, por la presentación de una denuncia que los legisladores hicieron por la concesión del puerto de Montevideo a la empresa empresa belga Katoen Natie y Terminal Cuenca del Plata (TCP). En los mensajes, uno de aquellos exoficiales dijo: «los quieren atar para que retiren la denuncia» y «necesito todos los datos personales y vinculaciones que me puedas conseguir» refiriéndose a aquellos legisladores.
También habían conversaciones sobre la licitación para la compra de dos patrulleros oceánicos para la Armada Nacional, en donde un representante de esta empresa hacía pedidos a Astesiano vinculados con uno de sus clientes, la empresa Hyundai Heavy Industries, para ampliar plazos de los pliegos de licitación, entre otros. A causa de este presunto armado de fichas para la empresa Vertical Skies con el propósito de extorsionar a los legisladores para que no llevaran a la justicia el caso de la concesión del puerto de Montevideo a la empresa Katoen Natie, Charles Carrera y Mario Bergara presentaron su denuncia ante el Fiscal de Corte Juan Gómez.
Marcelo Abdala, presidente de PIT-CNT, principal central sindical de Uruguay, fue espiado también.

## Repercusiones
El 19 de noviembre de 2022 la fiscal Gabriela Fossati, quien dirigía la investigación, dijo que no sintió el respaldo de la Fiscalía durante la investigación, por lo que «estaba muy molesta», pidiendo ser apartada del caso. Fossati se unió posteriormente a la actividad política partidaria. 
Héctor Ferreira, segundo al mando de la policía e implicado en los chats de Astesiano, renunció a principios de diciembre de 2022.
En febrero de 2023 el presidente relevó a la cúpula de la Policía Nacional. Ese mismo mes Astesiano fue condenado a cuatro años y seis meses de cárcel, una multa de 150.000 pesos y la inhabilitación para volver a ejercer cargos públicos por los delitos de conjunción del interés personal y del público, asociación para delinquir, revelación de secreto y tráfico de influencias.
En marzo de 2024, la justicia uruguaya aprobó que Alejandro Astesiano obtuviera el beneficio de salidas transitorias.
En 2024, después de dos años en prisión la jueza Noelia Gutiérrez dictaminó que se le otorgó libertad anticipada a Astesiano, que inauguró un almacén en Sarandí Grande, Florida.